# Rodrigo Corrales
Rodrigo Corrales Rodal (Cangas, 1991. január 24. –) Európa-bajnok spanyol válogatott kézilabdázó, kapus.

## Pályafutása

### Klubcsapatokban
Rodrigo Corrales a Barcelona ifjúsági akadémiáján nevelkedett. 2009-től az első és a második csapatban is kerettag volt, pályára lépett mindkét együttesben. A 2011-2012-es szezonban négy alkalommal pályára lépett az első osztályban, az idény végén bajnoki címet ünnepelhetett. 2011. november 26-án debütált a Bajnokok Ligájában az Rk Bosna Sarajevo elleni mérkőzésen. 2012 és 2014 között kölcsönben a BM Huesca, majd újabb két évig a lengyel Wisła Płock csapatában védett.
A 2016-2017-es szezon előtt végleg a lengyel klubhoz szerződött, de egy idényt követően eligazolt, a francia Paris Saint-Germain Handball kapusa lett, akikkel 2018-ban bajnok és kupagyőztes lett. 2019 decemberében hivatalossá vált, hogy a következő idénytől a Telekom Veszprém csapatában folytatja pályafutását.

### A válogatottban
A 2011-es U-21-es világbajnokságon tagja volt az ötödik helyen végző korosztályos válogatottnak. A spanyol válogatottban 2014. április 5-én mutatkozott be Lausanne-ban Svájc ellen. Abban az évben szerepelt az Európa-bajnokságra nevezettek bő névsorában, de az utazó keretbe már nem került be. Első világversenye a 2017-es világbajnokság volt. 2018-ban Európa-bajnok lett a válogatottal. 2020-ban meg tudta védeni Európa-bajnoki címét. A 2021-re halasztott tokiói olimpián bronzérmes lett.

## Sikerei, díjai
Barcelona
- Spanyol Kupa-győztes: 2011-2012
- Spanyol bajnok: 2011-2012

PSG
- Francia Ligakupa-győztes: 2018, 2019
- Francia Kupa-győztes: 2018
- Francia bajnok: 2018, 2019

Telekom Veszprém
- SEHA-liga-győztes: 2020, 2021, 2022
- Magyar bajnok: 2023, 2024, 2025
- Magyar-kupa-győztes: 2021, 2022, 2023, 2024